# 阿特·朗
阿瑟·唐奈·朗（英語：Arthur Donnell Long，1972年10月1日—），美国NBA联盟前职业篮球运动员。
朗在1999年以自由球員身分讓國王隊簽下，2000-01賽季在國王隊打了9場比賽。他的NBA職業生涯僅出賽了 98場比賽。最成功的一年是 2001-02 賽季在西雅圖超音速打球，63場比賽中先發了27場，但該賽季場均出賽時間也僅有15分鐘，得到4.5分。2002-03賽季，輾轉於費城76人，多倫多暴龍以及克利夫蘭騎士。